# Лалсі
Ла́лсі (ест. Lalsi küla) — село в Естонії, у волості Вільянді повіту Вільяндімаа.

## Населення
Чисельність населення на 31 грудня 2011 року становила 94 особи.

## Історія
З 19 грудня 1991 до 25 жовтня 2017 року село входило до складу волості Колґа-Яані.

## Пам'ятки
- Православна церква святого Миколая (Lalsi Püha Nikolause kirik), пам'ятка архітектури 19-го століття.[2]

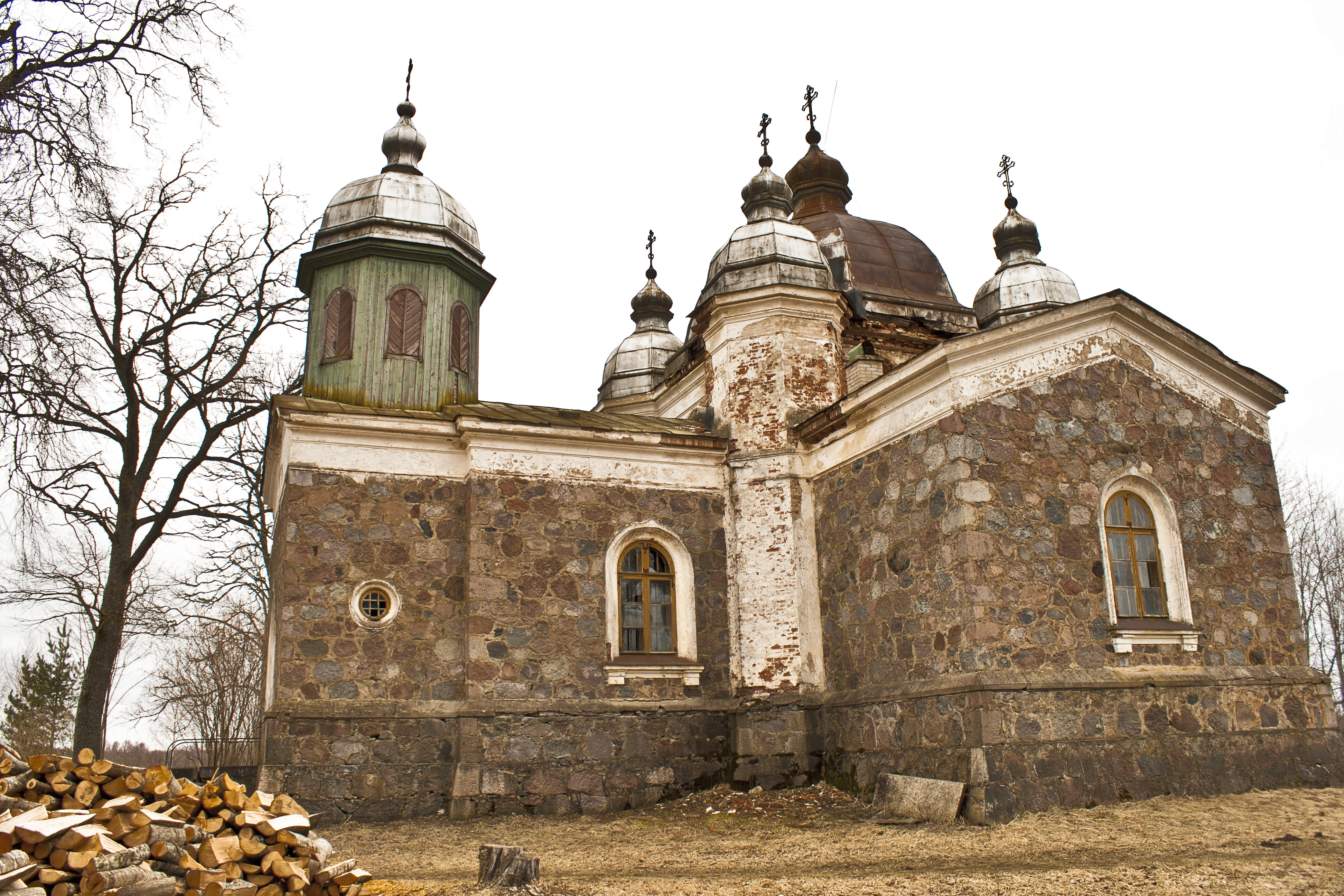
Церква